# 1992 في المجر
فيما يلي قوائم الأحداث التي وقعت خلال عام 1992 في المجر.

## رياضة
- 16 أغسطس – جائزة المجر الكبرى 1992 الفائز آيرتون سينا.

## مواليد

### يناير
- 24 يناير – دورا هورنياك لاعبة كرة يد مجرية.

### فبراير
- 8 فبراير – مارتون فوكسوفيكس لاعب كرة مضرب مجري.
- 16 فبراير – سوفيا سوزاني لاعبة كرة مضرب مجرية.

### مارس
- 31 مارس – كينغا كليفينيي لاعبة كرة يد مجرية.

## وفيات

### يناير
- 7 يناير – أندرو مارتون (مواليد 1904)

### يونيو
- 26 يونيو – غيولا بولغار (مواليد 1916) لاعب كرة قدم مجري.

### سبتمبر
- 25 سبتمبر – تيبور كيميني (مواليد 1913) لاعب كرة قدم مجري.

### أكتوبر
- 27 أكتوبر – إشتفان بالوغ (مواليد 1912)

### نوفمبر
- 5 نوفمبر – أرباد إيلو (مواليد 1903)

### ديسمبر
- 26 ديسمبر – جون جورج كيميني (مواليد 1926)